# جون جيمس برينغل
جون جيمس برينغل (بالإنجليزية: John James Pringle)‏‏ (1855 - 18 ديسمبر 1922) هو طبيب أخصائي جلد اسكتلندي.

## الحياة الشخصية
ولد جون في بورغ، كيركيدبرايتشيري، وتلقى تعليمه في مدرسة ميرشستون كاستل. تخرج بدرجة بكالوريوس في الطب من جامعة إدنبرة في عام 1876، ثم سافر إلى الخارج، ودرس في دبلن وفيينا وباريس وبرلين. درسَ علم الأمراض الجلدية في فيينا على يد فرديناند فون هيبرا وموريتز كابوزيس، وفي باريس على يد جان بابتيست إميل فيدال وجون ألفريد فورنييه.
استقر في لندن عام 1882، وفي الفترة ما بين عام 1888 إلى عام 1920، عمل كطبيب أمراض جلدية في مستشفى ميدلسكس في لندن. أصيب بالسل وأمضى ستة أشهر في المصحة عام 1903. لم يتعافَ تمامًا، وفي رحلة تهدف إلى تحسين حالته الصحية، توفي في كرايستشرش، نيوزيلندا. قَريبه هو السير جون برينغل.

## الورم الغدي الزهمي

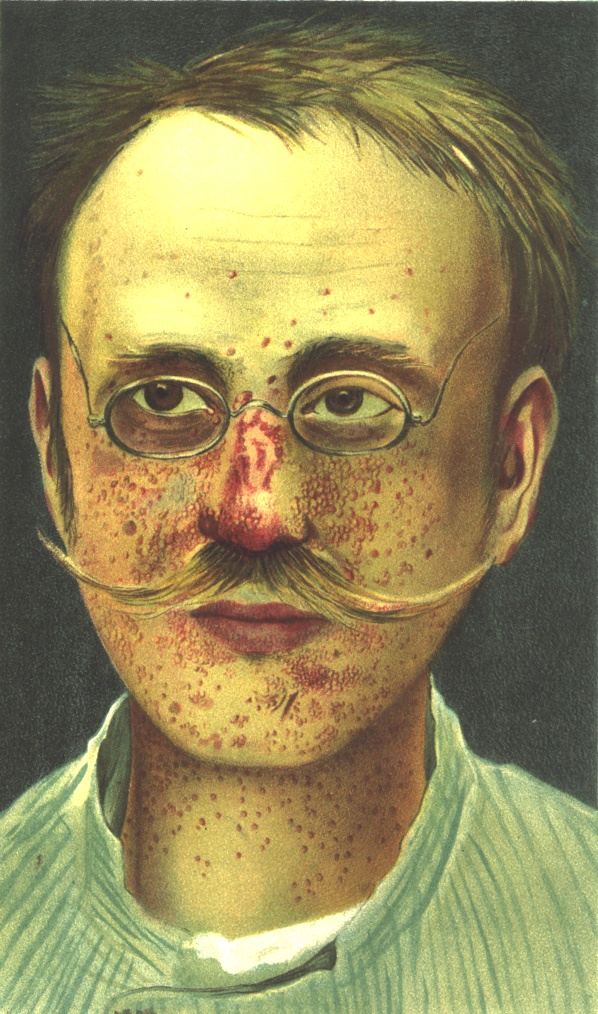
رجل مُصاب بورم غدي زهمي عام 1903

يُعرف جون جيمس برينغل باسم ورم برينغل الغدي الزهمي (Pringle's Adenoma Sebaceum)، والذي يُعرف حاليًا باسم الورم الوعائي الليفي الوجهي، وهو طفح جلدي في الوجه، يكون على شكل فراشة مميزة، وَصفه برينغل باللغة الإنجليزية لأول مرة. في عام 1890 ذكر برينغل بالتفصيل حالة امرأة تبلغ من العمر 25 عامًا، والتي لم تكن قوية فكريًا، حيثُ ذَكَرَت شكاوى جلدية وهضمية. ووصف الحطاطات بالتفصيل، مشيرًا إلى الانخراط الشعري وطبيعتها الليفية، واعتقد أن الغدد الدهنية (الزهمية) هي مصدر المشكلة. كان برينغل مستغربًا من الحالة، لذلك قدم مريضه في اجتماع لجمعية الأمراض الجلدية بتاريخ 9 يناير 1889. أدرك زائران تشابهًا مع النماذج في متحف مستشفى سانت لويس في باريس. أدى هذا إلى أن يتعرف برينغل على خمس حالات أخرى، تم نشرها سابقًا، والتي ضمنها في تقريره.[بحاجة لمصدر]
اعتمدت برينغل مصطلح "adenoma sebaceum" من عبارة فيليكس بالزر "adénomes sébacés". كانت الحطاطات في الواقع ليست ورمًا غديًا وغير مُشتقة من الغدد الدهنية. تجاهل برينغل تقريرًا واحدًا يذكر أنَّ الجانب الوراثي في المرض مشكوكٌ فيه. المرضى عادة ما يترددون في الخضوع للعلاج، مما يؤدي إلى نزيفٍ وألمٍ كبيران.[بحاجة لمصدر]
بعد عدة سنواتٍ، اكتشف َالأطباء أن الجمع بين الغدد الدهنية والصرع وإعاقة التعلم كان تشخيصًا لمرض التصلب الجلدي، وتعرف العلامات الثلاثة باسم ثالوث فوغت. على الرغم من أن تقرير برينغل لا يشير إلى الصرع، إلا أن معظم المرضى يتمتعون بذكاءً محدود، وتعتبر هذه الحالات بمثابة علامات مبكرة للتصلب الجلدي.[بحاجة لمصدر]

## الإنجازات
- 1891-1895، محرر المجلة البريطانية للأمراض الجلدية.
- 1895-1901، سكرتير جمعية الأمراض الجلدية.
- 1896، عُينَ الأمين العام للمؤتمر الدولي للأمراض الجلدية.
- رئيس قسم الأمراض الجلدية في الجمعية الملكية للطب.

## المنشورات
- Pringle, JJ (1890). "A case of congenital adenoma sebaceum". British Journal of Dermatology. ج. 2: 1–14. مؤرشف من الأصل في 2019-12-17.
- Pringle, JJ (1891). "ورم وعائي قرني". British Journal of Dermatology. ج. 3: 237–244, 282–285, 309–317.

## قراءات أُخرى
- Lyell Alan (1985). "The man behind the eponym. John James Pringle (1855-1922)". The American Journal of Dermatopathology. ج. 7 ع. 5: 441–5. DOI:10.1097/00000372-198510000-00008. PMID:3911795.